# Carlo Collodi
Carlo Lorenzini, mer känd under författarnamnet Carlo Collodi, född 24 november 1826 i Florens i dåvarande Storhertigdömet Toscana, död 26 oktober 1890 i Florens, Italien var en italiensk journalist, författare och sagoberättare. Ett av hans mest kända verk är Pinocchios äventyr från 1881, där figuren Pinocchio introducerades. 
Efternamnet Collodi tog Carlo efter sin mors födelseort där han även gick i skola under några år.
Efter avslutad skolgång fick Carlo Collodi arbete i en bokhandel i Florens som även drev bokförlag. Arbetet bestod till stor del i att skriva nyhetsnotiser, recensioner och bibliografiska bulletiner till förlagets kataloger.
Under kriget för Italiens enande 1848–1861 tjänstgjorde Collodi under några månader som volontär i Storhertigdömet Toscanas armé.
De efterföljande åren arbetade Collodi som journalist och skrev ett flertal böcker, framför allt pedagogisk litteratur och böcker för barn.
1881 blev Collodi övertalad av en god vän att skriva en saga i den nystartade tidningen Giornale per i bambini. Efter en del tvekan skickade Collodi över de första kapitlen till en saga med titeln La storia di un burattino, (Berättelsen om en docka) som publicerades i juninumret av tidningen och som sedan följdes upp under hösten samma år. Sagan blev en succé och Collodi blev övertalad att skriva en fortsättning. Fortsättningen på sagan fick då titeln Le avventure di Pinocchio. Storia di un burattino vilket sedan blev Pinocchios äventyr på svenska.

### Fotnoter
1. ↑  CONOR.Sl, CONOR.SI-ID: 5650275.[källa från Wikidata]
2. ↑  hämtat från: malayalamspråkiga Wikipedia.[källa från Wikidata]
3. 1 2 3  ”Treccani - Dizionario Biografico, Carlo Collodi”. https://www.treccani.it/enciclopedia/carlo-lorenzini_(Dizionario-Biografico). Läst 1 juli 2022.
4. ↑  ”Liber Liber - Carlo Collodi alias Carlo Lorenzini”. https://www.liberliber.it/online/autori/autori-c/carlo-collodi-alias-carlo-lorenzini/. Läst 1 juli 2022.
5. ↑  ”Liber Liber - Giornale per i bambini”. https://www.liberliber.it/online/autori/autori-g/giornale-per-i-bambini/. Läst 1 juli 2022.